# Кавамура, Юки
Юки Кавамура (яп. 河村勇輝; род. 2 мая 2001, Янаи, Ямагути) — японский профессиональный баскетболист, выступающий за команду НБА «Мемфис Гриззлис». Играет на позиции разыгрывающего защитника. Участник летних Олимпийских игр 2024 года в составе сборной Японии.

## Профессиональная карьера

### Сан-Эн Неофеникс (2020)
Ролевой моделью Кавамуры в детстве был Юки Тогаси, поскольку они оба обладают невысоким ростом (рост Тогаси — 168 см, а рост Кавамуры — 173 см) и играют на позиции разыгрывающего защитника. Ещё учась в школе Кавамура присоеднился к профессиональному клубу «Сан-Эн Неофеникс» в январе 2020 года. Играя за «Сан-Эн Неофеникс», он также играл за свою школу «Фукуока Дайити» и привел ее к двум подряд чемпионствам в турнире среди японских школ. В своей первой игре за «Неофеникс» Кавамура стал самым молодым игроком в истории Би лиги в возрасте 18 лет. Позже он также стал самым молодым игроком, набравшим очки в матче Би-лиги. Акира Джейкобс в 2021 и 2022 годах побил оба рекорда Кавамуры.

### Йокогама Би-Корсэрс (2020–2024)
Перед началом сезона 2020/2021 Кавамура перешёл в другой японский клуб «Йокогама Би-Корсэрс», по-прежнему совмещая учёбу и игру в профессиональной лиге. Полноценный профессиональный контракт с клубом Кавамура подписал перед началом сезона 2022/2023. Он сразу же стал ключевым игроком «Би-Корсэрс», выиграв награду MVP Би лиги, кроме того, он выиграл награду Новичка года и вошёл в символическую пятёрку лучших игроков лиги.

### Мемфис Гриззлис (2024—настоящее время)
6 сентября 2024 года Кавамура подписал контракт на тренировочный лагерь с «Мемфис Гриззлис» из Национальной баскетбольной ассоциации, 19 октября его контракт был преобразован в двусторонний контракт, с возможностью играть за фарм-клуб «Мемфис Хастл» в Джи-Лиге НБА. 14 октября 2024 года Кавамура набрал максимальные в карьере 10 очков и отдал 7 передач в матче с «Индианой Пэйсерс» (120:116).

## Национальная сборная
Кавамура дебютировал за взрослую сборную Японии в квалификации к чемпионату мира 2023.
На крупных турнирах Кавамура представлял сборную Японию на Кубке Азии 2022 года (7-е место), чемпионате мира 2023 года (19-е место) и летних Олимпийских игр 2024 года в Париже (11-е место). На чемпионате мира 2023 года Кавамура, набрав 15 очков в четвёртой четверти, помог своей сборной обыграть Финляндию, это была первая победа Японии над европейской сборной. Несмотря на общее 19-е место на чемпионате мира, это позволило сборной Японии отобраться на Олимпийские игры напрямую, как сборная показавшая лучший результат среди азиатских команд.
В следующем году Япония и Кавамура играли на Олимпийских играх 2024 года. Во втором туре группового этапа они уступили Франции, будущим финалистам турнира, только в овертайме, Кавамура набрал 29 очков, сделав 7 подборов и 6 результативных передач в этой игре. Он стал третьим игроком в истории Олимпийских игр, набравшим более 25 очков, сделавшим более 5 подборов и 5 результативных передач за игру, после Кевина Дюранта и Луола Денга.

## Статистика
| Сезон | Команда             | Лига    | GP  | GS  | MPG  | FG%  | 3P%  | FT%  | RPG | APG | SPG | BPG | PFL | TOV | PPG  |
| --- | ------------------- | ------- | --- | --- | ---- | ---- | ---- | ---- | --- | --- | --- | --- | --- | --- | ---- |
| 2019/20 | Сан-Эн Неофеникс    | Би лига | 11  | 7   | 22,2 | 38,9 | 37,3 | 76,7 | 2,0 | 3,1 | 1,5 | 0,0 | 1,8 | 2,9 | 12,6 |
| 2020/21 | Йокогама Би-Корсэрс | Би лига | 16  | 1   | 21,3 | 27,7 | 20,5 | 71,4 | 2,3 | 3,4 | 1,4 | 0,0 | 1,9 | 1,6 | 6,0  |
| 2021/22 | Йокогама Би-Корсэрс | Би лига | 32  | 6   | 23,6 | 41,8 | 31,8 | 73,6 | 2,9 | 7,5 | 1,3 | 0,0 | 1,5 | 2,1 | 10,0 |
| 2022/23 | Йокогама Би-Корсэрс | Би лига | 56  | 51  | 27,6 | 41,8 | 34,4 | 81,6 | 3,2 | 8,1 | 1,4 | 0,1 | 1,9 | 3,0 | 19,1 |
| 2023/24 | Йокогама Би-Корсэрс | Би лига | 56  | 56  | 30,6 | 41,7 | 31,9 | 86,5 | 3,0 | 8,0 | 1,1 | 0,3 | 1,6 | 3,3 | 20,9 |
| Всего | Всего               | Всего   | 171 | 121 | 26,9 | 40,9 | 32,5 | 81,9 | 2,9 | 7,2 | 1,3 | 0,1 | 1,7 | 2,8 | 16,3 |
| Наведите курсор мыши на аббревиатуры в заголовке таблицы, чтобы прочесть их расшифровку Статистика приведена с сайта basketball.realgm.com |                     |         |     |     |      |      |      |      |     |     |     |     |     |     |      |